# Константинос Мазаракис
Констанинос Мазаракис (на гръцки: Κωνσταντίνος Μαζαράκης), по-известен като Акритас (Άκρίτας) и Ениан (Αινιάν), е офицер от гръцките сухопътни войски и е един главните организатори на Гръцката въоръжена пропаганда в Македония в началото на XX век.

## Биография
Константинос Мазаракис е роден в Навплио през 1869 година. Брат е на Александрос Мазаракис. Дипломира се в Гръцката военна академия като лейтенант от артилерията. Участва в Гръцко-турската война от 1897 година. Член е на Управителния съвет на Етники Етерия от 1899 годинадо нейното разпускане на 1 декември 1900 година.
В 1903 година Атинският македонски комитет му възлага да организира чета от 10 критяни, която в началото на юни е изпратена в Македония с цел да подпомага дейността на митрополит Герман Каравангелис в Костурско. От 15 август 1904 до 17 април 1905 година работи като чиновник в гръцкото консулство в Солун под псевдонима Димос Стерякис (Στεργιάκης) на разположение на консула и главен координатор на гръцките чети в Македония Ламброс Коромилас.
През октомври 1904 година организира андартска чета в района на Ениджевардарското езеро, подпомагана от Рахми бей, който има чифлик близо до езерото.
В началото на 1905 година гръцкото консулство в Солун решава да активизира обслужващите го офицери и да ги постави начело на въоръжени партизански отряди. Чрез Мазаракис консулът Коромилас изпраща в Атина специален поверителен доклад, който включва план за цялата организация на борбата в Македония. Втора щабна служба на армията одобрява представен организационен план за действия в Македония и поверява на Мазаракис формирането на въоръжените партизански сили, предвидени в този план за Солунския вилает. Първата чета, формирана от Мазаракис е тази на капитан Йоанис Дафотис и наброява 80 души. Мазаракис формира и четите на Спирос Спиромилиос (Буас) и Михаил Мораитис (Кодрос), а самият той застава начело на тридесет и пет души с Костас Гарефис като заместник-командир.
На 27 април 1905 година гръцкият кораб „Ахилевс“ стоварва четите на Мазаракис, Спиромилиос и Мораитис при Агиос Йоанис северно от Коринос. Действа в планината Каракамен срещу румънската пропаганда сред власите. На 5 май 1905 година води тежката битка при Шабаница в Каракамен с турски войски.
Избран е за кординатор на гръцките чети в Централна и Западна Македония и за свръзка между консулствата в Солун и Битоля. В района на Ениджевардарското езеро си сътрудничи с турски офицери, а обикновени турци влизат в гръцките чети или действат като куриери.
На 28 март 1906 година селските милиции на Вътрешната македоно-одринската революционна организация отблъскват андартската чета на Акритас от Света Марина, убиват петима андарти и губят един селянин. В отговор на гръцкото нападение над Голо село, при което загива един и са ранени двама българи, четите на Лука Иванов и Апостол Петков опожаряват гръцкото село Ниси, пункт на четата на Акритас.
Както и останалите гръцки офицери, той променя името си, когато започва да участва в гръцката въоръжена пропаганда и става известен като капитан Акритас. Въпреки това не успява да прикрие самоличността си и гръцкото правителство се принуждава да разкрие участието му, което е трябвало да остане в тайна. Замества го помощникът му Константинос Гарефис.
В края на 1906 година замества брат си Александрос на мястото му на организатор на гръцката пропаганда в Атина и работи заедно с капитана от трети ранг Какулидис и морски старшина II степен Коколис.
През 1912-1913 година Мазаракис участва в Балканската война, а после и в Междусъюзническата война. Начело е на отряд заедно с Василиос Папакостас и Георгиос Галанопулос.
В 1916 година командва полк планинска артилерия в Солун. През септември 1916 година играе важда роля в преврата на венизелисткото Движение за национална отбрана и оглавява директората за артилерията в правителството на националната отбрана. През 1919 като генерал-майор поема администрирането на дивизията в Ксанти и участва в бойните действия в Източна Тракия по време на Гръцко-турската война до 1922 година.
Уволнява се от армията като генерал-лейтенант през 1926 година.
В Атина през 1937 година са издадени спомените му „Македонска борба“, 1903—1908 година.
Синът му Йоанис Мазаракис е политик. В 1955 година село Буф е прекръстено на Акритас на псевдонима на Константинос Мазаракис.
- Печат на Констнатинос Мазаракис
- Константинос Гарефис и Мазаракис
- Четата на Гарефис и Мазаракис
- Четник на Мазаракис
- Капитан Акритас и четници